# Карагандинский областной казахский драматический театр имени С. Сейфуллина
Караганди́нский областной казахский драматический театр имени С. Сейфу́ллина (каз. Сәкен Сейфуллин атындағы Қарағанды облыстық қазақ драма театры) — театр в городе Караганда, один из старейших казахских театров драмы.

## История театра

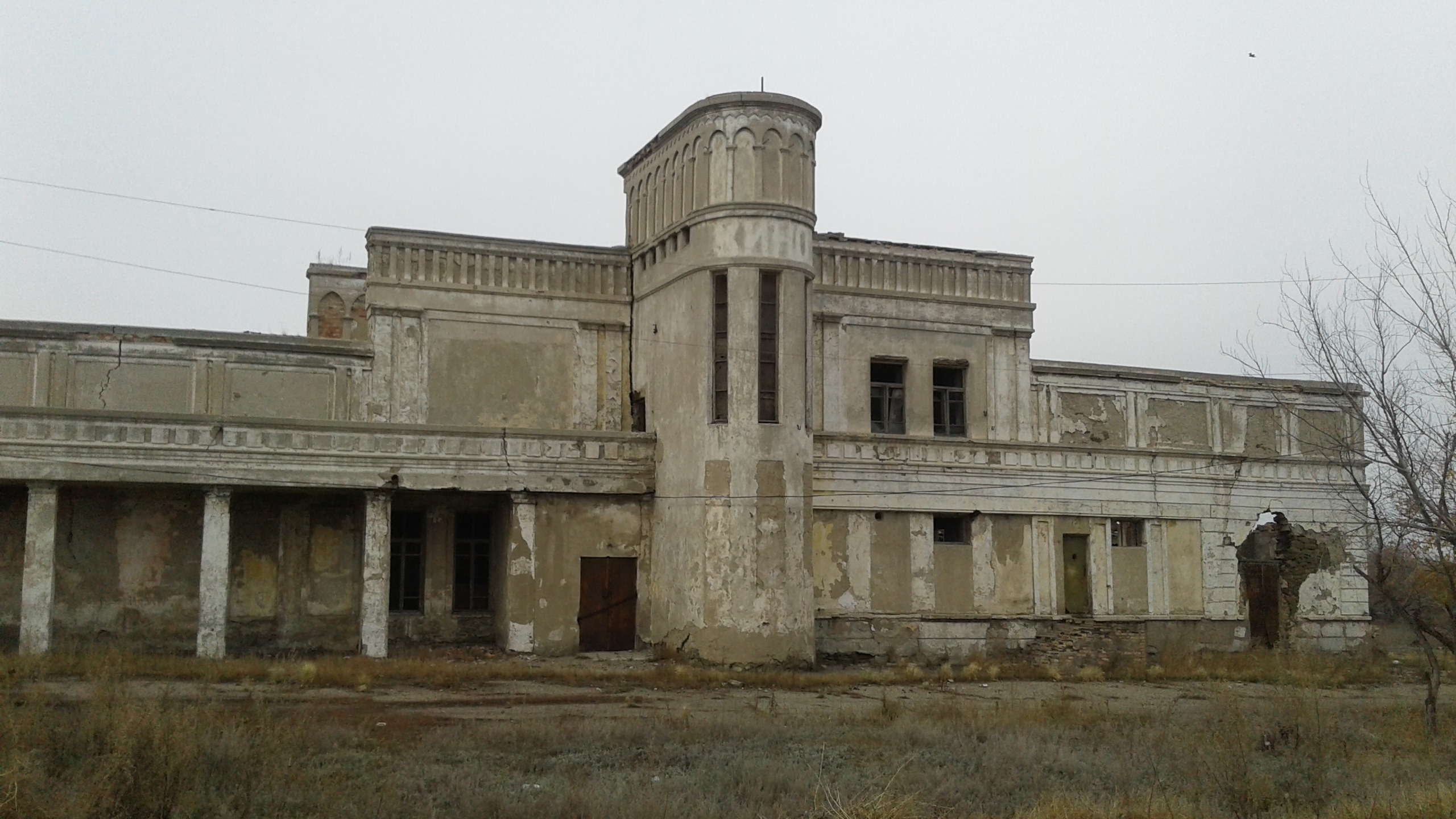
Старое здание театра в Старом городе Караганды

Отсчёт истории Казахского драматического театра ведётся с 1932 года, и в первые годы своего существования театр располагался в районе, именуемом ныне «Старым городом». Основан в 1932 на базе самодеятельного кружка как театр рабочей молодежи (ТРАМ, 1932—1934, в числе основателей — Народный артист Казахской ССР Сейфолла Тельгараев), затем — городской театр рабочей молодежи (1934—1936) и с 1936 года областной театр драмы, с 1939 года — музыкально-драматический театр. В 1951—1964 года — объединённый казахский и русский театр драмы. В 1964 году театру присвоено имя выдающегося деятеля казахской литературы С. Сейфуллина.

### Руководство
С 2020 года
Директором — Қ.Қалымов
с 2021 года
Художественный руководитель — А.Салбан.

## Спектакли
Театр ставил пьесы М. Ауэзова, Г. Мусрепова, С. Муканова и других казахских драматургов.
Открылся театр в 1932 году спектаклем «Зауре» К. Байсеитова и А. Т. Шапипа. На сцене театра ставились пьесы казахских авторов («Порядки Талтанбая» и «Фронт» Б. Майлина, «Енлик-Кебек» и «Ночные разбойники» М. Ауэзова), произведения классической драматургии («Слуга двух господ» К. Гольдони, «Женитьба» Н. В. Гоголя), героико-патриотические («В час испытаний» и «Гвардия чести» М. Ауэзова, «Русские люди» М. Шолохова), историко-биографические и историко-фольклорные темы («Акай сери — Акте кты» Г. Мусрепова, «Чокан Валиханов» С. Мукаиова, «Алдар Косе» Ш. Хусайнова) и др.
Спектакль «Одинокая яблоня» (реж. А.Оразбеков) получил 2-ю премию на Международном фестивале народных театров. Постановки «Замана неткен тар едщ» К. Жумабекова (1995), «Бір түп алма ағашы» А. Оразбекова (1996), «Жан пида» Ч.Айтматова (1998), «Забыть Герострат…» Г. Горина (1999), «Домалақ ана» Ш. Муртаза (2001) получили призовые места на театральных фестивалях республиканского и международного уровня. На Международном фестивале Экспериментальных театров (Каир, 2000) пьеса «Дорога в Киото» М. Гаппарова и Г. Гаппаровой стала обладателем специального приза Министерства Культуры Египта.

## Здание театра

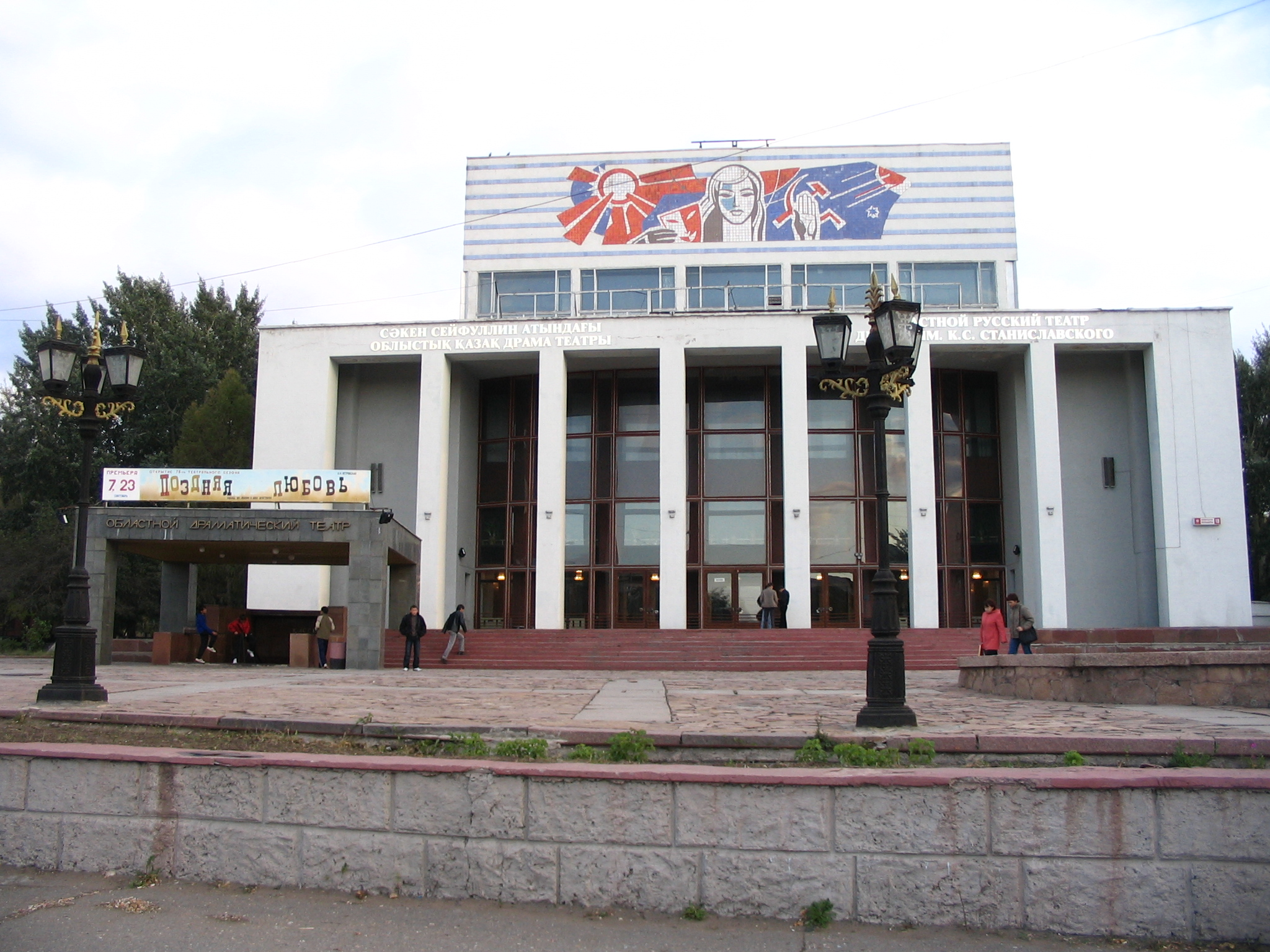
Бывшее здание театра

Драматический театр на протяжении многих лет был главным центром культурной жизни, а после того, как город переместили на новое место, в новое здание переехал и Казахский драматический театр. Старое здание театра не было разрушено, но вследствие отсутствия надлежащего содержания — обветшало и в наши дни находится на грани разрушения. Однако, несмотря на серьёзные повреждения, старое здание казахского драматического театра входит в число важнейших исторических памятников Карагандинской области. Это не только старейшая каменная постройка в Караганде, но и весьма редкий для Казахстана образец архитектуры конструктивизма. Находится в районе завода имени Пархоменко. С момента появления у театра не было своего здания и театр базировался в здании Карагандинского областного русского драматического театра имени К. С. Станиславского. В декабре 2008 года было открыто новое здание по проспекту Бухар-Жырау. Новый театр построен на месте старого «Летнего театра» на пересечении проспекта Бухар-Жырау и Бульвара Мира.

## Награды
В 1982 году театр награждён орденом Дружбы народов. На IV республиканском фестивале в 1996 году Карагандинский казахский драмтеатр занял второе место. На VII республиканском фестивале за спектакль по пьесе Г. Горина «Атын шыкпаса» Карагандинский каздрамтеатр завоевал «Гран-при». Сейчас в театре работают 8 ведущих мастеров сцены и 12 актёров высшей категории.